# Français acadien
Ne doit pas être confondu avec Français cadien, Créole louisianais ou Chiac.
Pour les articles homonymes, voir Acadien.
 (2 mars 2022).
Le français acadien est un ensemble de variétés de français régional parlé par les Acadiens des provinces atlantiques du Canada, ainsi que dans certaines régions limitrophes du Québec (Baie des Chaleurs, Basse-Côte-Nord, Îles de la Madeleine) et de l'État américain du Maine (vallée de la rivière Saint-Jean).
Comme pour le français, on retrouve dans le français acadien plusieurs mots ressemblant à des mots anglais, mais qui sont en fait d'anciens mots français ayant été repris dans la langue anglaise.

## Histoire
Comme les autres français régionaux issus de la colonisation française de l'Amérique, il a suivi sa propre évolution par rapport au français que parlaient les premiers colons, et il existe maintenant certaines différences à travers la diaspora acadienne. Certains traits sont donc archaïques par rapport aux normes européennes, mais d'autres sont plus innovateurs. Parmi les archaïsmes, l'acadien est caractérisé par le vocabulaire et certains traits réminiscents de la langue de Rabelais et de Molière.
Les linguistes ne s'accordent pas encore sur ses origines d'autant que seuls les actes de baptême peuvent confirmer les origines des Acadiens. La plupart des colons étant originaires de Guyenne, du Poitou, d'Aunis, de Saintonge, du Pays basque, et dans une moindre mesure, de l'Anjou et de la Touraine, on y retrouve l'influence des langues d'oïl du Grand Ouest (au nord-ouest l'angevin, le manceau et le tourangeau, au sud-ouest le poitevin-saintongeais), différents, au XVIIe siècle, du français parisien. On y retrouve entre autres le ‹ r › alvéolaire roulé, et la prononciation de la syllabe finale sous la forme plurielle du verbe à la troisième personne.
Certains mots acadiens comme galipote, à l'origine « sorte de loup-garou » et chasse-galerie, à l'origine « chasse sauvage parcourant le ciel », remontent au poitevin et au saintongeais (poit-saint. ganipote, chace-galerie ou chace-galerine), tandis que d'autres comme chancre (crabe) et écureau (écureuil) (ainsi que le québécois écureu(x)) relèvent de l'angevin. Bien que les zones rurales de ces régions en France conservent des traits communs avec l'acadien (/r/ roulé, certains mots de vocabulaire, palatalisation, etc.), la plupart des francophones, y compris certains Canadiens français, comprennent difficilement l'acadien, surtout puisqu'on l'entend rarement en dehors des provinces maritimes.
On considère la Gaspésie, péninsule du Québec, comme le seul endroit, en dehors de l'île de Jersey, où l'on a trouvé des locuteurs du jersiais. On retrouve dans le français acadien une ressemblance remarquable avec le jersiais : la conjugaison au parfait de la 1re personne du pluriel. Cependant, alors que quelqu'un parlant le jersiais dira j'avons ieu, un Acadien dira j'avions eu (j'ai eu), comme l'a rendu célèbre le personnage de la Sagouine, créé par Antonine Maillet.

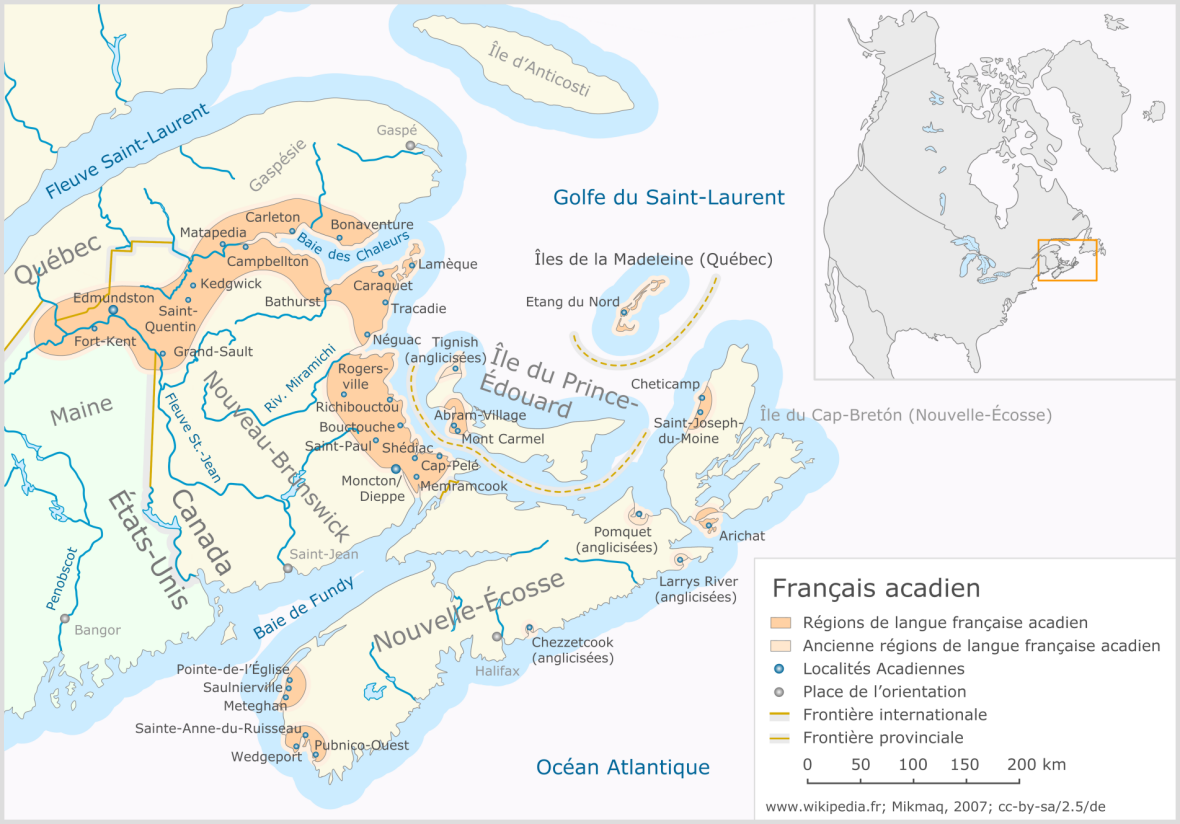
Répartition du français acadien à l'est du Canada.

En Louisiane, où plusieurs milles Acadiens se sont réfugiés quelques années après avoir été déportés par le gouvernement colonial britannique durant la seconde moitié du XVIIIe siècle, le mot cadien, une forme alternative de acadien (cf. les « petites Cadies » du Québec) s'utilise comme appellation ethnique chez de nombreux Francophones blanc, et la forme anglaise « cajun » s'est dérivé de la prononciation louisianaise et acadienne du mot acadien (acadjien). L'on postulait qu'il existait certains traits d'origine acadienne en français louisianais, mais toute caractéristique linguistiques partagée entre la Louisiane et l'Acadie se trouve aussi ailleurs : au Missouri, aux Antilles, au Canada laurentien, ou bien en France même.

## Caractéristiques

### Phonologie et phonétique

#### Palatalisation de /k/ et de /g/
- /k/ et /tj/ sont prononcés [t͡ʃ] devant voyelle antérieure. Par exemple, queue, cuillère, quelqu'un et cul sont prononcés [t͡ʃø], [t͡ʃɥijɛːr], [t͡ʃɛlkœ̃] et [t͡ʃy]. Tiens se prononce [t͡ʃɛ̃].

- /ɡ/ et /dj/ deviennent [d͡ʒ] (parfois [ʒ]) devant voyelle antérieure. Par exemple, bon Dieu et gueule deviennent [bɔ̃ d͡ʒø] et [d͡ʒœl] ou [bɔ̃ ʒø] et [ʒœl]. Cette caractéristique explique la formation du mot cajun, évolution du mot acadien.

#### Inversion de «re» (métathèse)
Dans les mots, « re » devient souvent « er ». Par exemple :
- berloque pour « breloque », ferdaine pour « fredaine », guernouille pour « grenouille », s'entertenir pour « s'entretenir »[1].

#### Autres caractéristiques
- La séquence /ɛr/ suivi d'une autre consonne devient souvent [ar] ou [ɑr]. Par exemple, merde et perdre se prononcent [mɑrd] et [pardr]. On entend aussi [maːr] pour mer.
- Comme en français québécois, le son /a/ est généralement prononcé [ɔ] en syllabe ouverte. Par exemple, pas, là, cinéma sont prononcés [pɔ], [lɔ], [sinemɔ].
- Le r des mots finissant par bre est souvent élidé. Par exemple, libre, arbre, timbre devient lib', arb' et timb'
- Le mot « oui » peut s'entendre « oué », mais « oua » et « ouaille » sont aussi utilisés.
- L’ouïsme est un trait particulier, plusieurs mots qui s'écrivent avec un « o » s'entendent avec un « ou ». Par exemple, homme, comme et chose sont prononcés houme (h aspiré), coume et chouse[1].
- Dans certaines régions, le /ɛ̃/ est dénasalisé en [ɔn]. Par exemple, chien, rien et acadien peuvent être prononcé chionne, rionne et acadjonne ou acajonne.
- Dans la région de Pubnico, en Nouvelle-Écosse, les termes septante, huitante (ou huiptante) et nonante sont utilisés au lieu de soixante-dix, quatre-vingts et quatre-vingt-dix. Cela s'apparente à l'usage suisse.
- Le oi est souvent prononcé wè (région Sud-Est du Nouveau-Brunswick). Si un v precede oi, il est élidé. Par exemple, je vois, avoir et boire sont prononcés èj wè, awère et bwère.
- Les mots finissant par -et ou -ait sont souvent prononcés é. Par exemple: lait rime avec lé, poulet est prononcé poulé. La région de Bas-Caraquet est particulièrement reconnue pour cet accent.
- La locution rien que sera souvent transformée en rinque, linque, 'inque ou y'inque. Cette expression remplace presque toujours seulement.

### Influence de l'anglais
La domination de l'anglais dans les provinces maritimes a fait que l'usage des anglicismes dans le français acadien soit encore plus fort que dans d'autres variétés du français. Par exemple, certaines variétés conjuguent les verbes d'origine anglaise selon le système français, et certains Acadians disent braker pour « freiner », friend pour ami, ou encore partner pour partenaire. La construction syntaxique est parfois calquée de l'anglais comme dans l'exemple : « Y'où ce que t'arrive de ? » (Where are you coming from?) ou « — Merci. —  Tu es le bienvenu » (—Thank you. —You're welcome).